# سوپر لیگ فوتبال هند
سوپر لیگ فوتبال هند (به انگلیسی: Indian Super League) لیگ برتر فوتبال کشور هند است و بالاترین سطح مسابقات باشگاهی فوتبال هند است و از آنجا که حامی مالی آن هیرو موتوکورپ است، با نام رسمی لیگ برتر فوتبال هیرو نیز شناخته می‌شود.

۱۰ باشگاه در این مسابقات باهم رقابت می‌کنند.

## تاریخچه
این لیگ که تحت نظارت فدراسیون فوتبال هند فعالیت می‌کند در سال ۲۰۱۳ به‌طور رسمی بنیان‌گذاری شده‌است اما لیگ رسمی کشور هند آی-لیگ می‌باشد.

## تیم‌ها
- بازیکنانی همچون فابیو کاناوارو، رابی فاولر، هرنان کرسپو، رابرت پیرس و رونالدینیو نیز با این لیگ همکاری داشته‌اند.